# Greenville (Maine)
Greenville es un pueblo ubicado en el condado de Piscataquis en el estado estadounidense de Maine. En el Censo de 2010 tenía una población de 1646 habitantes y una densidad poblacional de 13,78 personas por km². Está situada a orillas del lago Moosehead. 

## Geografía
Greenville se encuentra ubicado en las coordenadas 45°27′43″N 69°32′32″O / 45.46194, -69.54222. Según la Oficina del Censo de los Estados Unidos, Greenville tiene una superficie total de 119.49 km², de la cual 109.64 km² corresponden a tierra firme y (8.25%) 9.85 km² es agua.

## Demografía
Según el censo de 2010, había 1.646 personas residiendo en Greenville. La densidad de población era de 13,78 hab./km². De los 1.646 habitantes, Greenville estaba compuesto por el 98.3% blancos, el 0% eran afroamericanos, el 0.43% eran amerindios, el 0.24% eran asiáticos, el 0% eran isleños del Pacífico, el 0.3% eran de otras razas y el 0.73% pertenecían a dos o más razas. Del total de la población el 0.49% eran hispanos o latinos de cualquier raza.